# Dustin Ortiz
Dustin Ortiz (Goshen, 25 dicembre 1988) è un lottatore di arti marziali miste statunitense che compete nella divisione pesi mosca della Ultimate Fighting Championship. Lottatore professionista dal 2010, Ortiz ha anche gareggiato per la RFA, Tachi Palace Fights, King of the Cage e Strikeforce..

## Carriera nelle arti marziali miste

### Inizi
Ortiz fa il suo debutto professionale nella arti marziali miste nel febbraio 2010, combattendo contro Lucas Thomas al GFC 6 vincendo per sottomissione al primo round. Successivamente firma un contratto con la Strikeforce, ma fa solo due incontri. Fa il suo debutto nella King of the Cage nell'agosto del 2012. Nel suo primo incontro batte Thiago Veiga per decisione unanime. Prende una piccola pausa dalle arti marziali miste, per poi ritornare nel gennaio 2013 a RFA 6 contro Aaron Ely, battendolo per decisione non unanime. Ritorna a KOTC nel suo ultimo incontro prima di firmare per l'UFC, contro il veterano Mike French, battendolo per decisione unanime.

### Ultimate Fighting Championship
Inizialmente, era annunciato il suo debutto nella divisione ad UFC Fight Night 27 contro Justin Scoggins, ma l'incontro fu annullato per ragioni sconosciute. Infine debuttò ad UFC Fight Night 32 contro José Maria Tomé, vincendo per KO tecnico al terzo round.
Il 5 agosto 2017 affronta Hector Sandoval ad UFC Fight Night 114, vincendo per KO dopo solo 15 secondi del primo round, stabilendo la vittoria per KO più veloce della divisione pesi mosca dell'UFC. Questa vittoria gli fa guadagnare anche il bonus Performance of the Night.

### Risultati nelle arti marziali miste
| Risultato | Record | Avversario        | Metodo                                   | Evento                                                | Data              | Round | Tempo | Città                        | Note                           |
| --------- | ------ | ----------------- | ---------------------------------------- | ----------------------------------------------------- | ----------------- | ----- | ----- | ---------------------------- | ------------------------------ |
| Vittoria  | 18-7   | Alexandre Pantoja | Decisione (unanime)                      | UFC 220: Miocic vs. Ngannou                           | 20 gennaio 2018   | 3     | 5:00  | Boston, Stati Uniti          |                                |
| Vittoria  | 17-7   | Hector Sandoval   | KO (pugni)                               | UFC Fight Night: Pettis vs. Moreno                    | 5 agosto 2017     | 1     | 0:15  | Città del Messico, Messico   | Performance of the Night       |
| Sconfitta | 16-7   | Brandon Moreno    | Sottomissione tecnica (rear-naked choke) | UFC Fight Night: Swanson vs. Lobov                    | 22 aprile 2017    | 2     | 4:06  | Nashville, Stati Uniti       |                                |
| Vittoria  | 16-6   | Zach Makovsky     | Decisione (non unanime)                  | UFC 206: Holloway vs. Pettis                          | 10 dicembre 2016  | 3     | 5:00  | Toronto, Canada              |                                |
| Sconfitta | 15-6   | Jussier Formiga   | Decisione (unanime)                      | UFC Fight Night: Cyborg vs. Lansberg                  | 24 settembre 2016 | 3     | 5:00  | Brasilia, Brasile            |                                |
| Sconfitta | 15-5   | Wilson Reis       | Decisione (unanime)                      | UFC on Fox: Johnson vs. Bader                         | 30 gennaio 2016   | 3     | 5:00  | Newark, Stati Uniti          |                                |
| Vittoria  | 15-4   | Willie Gates      | KO tecnico (gomitate e pugni)            | UFC Fight Night: Teixeira vs. Saint Preux             | 8 agosto 2015     | 3     | 2:58  | Nashville, Stati Uniti       |                                |
| Sconfitta | 14-4   | Joseph Benavidez  | Decisione (unanime)                      | UFC Fight Night: Edgar vs. Swanson                    | 22 novembre 2014  | 3     | 5:00  | Austin, Stati Uniti          |                                |
| Vittoria  | 14-3   | Justin Scoggins   | Decisione (non unanime)                  | The Ultimate Fighter: Team Edgar vs. Team Penn Finale | 6 luglio 2014     | 3     | 5:00  | Las Vegas, Stati Uniti       |                                |
| Vittoria  | 13-3   | Ray Borg          | Decisione (non unanime)                  | UFC on Fox: Werdum vs. Browne                         | 19 aprile 2014    | 3     | 5:00  | Orlando, Stati Uniti         |                                |
| Sconfitta | 12-3   | John Moraga       | Decisione (non unanime)                  | UFC Fight Night: Rockhold vs. Philippou               | 15 gennaio 2014   | 3     | 5:00  | Duluth, Stati Uniti          |                                |
| Vittoria  | 12-2   | José Maria Tomé   | KO tecnico (pugni)                       | UFC Fight Night: Belfort vs. Henderson                | 9 novembre 2013   | 3     | 3:19  | Goiânia, Brasile             | Debutto in UFC                 |
| Vittoria  | 11-2   | Mike French       | Decisione (unanime)                      | KOTC: Train Wreck                                     | 27 gennaio 2013   | 3     | 5:00  | Lac Du Flambeau, Stati Uniti |                                |
| Vittoria  | 10-2   | Aaron Ely         | Decisione (non unanime)                  | RFA 6                                                 | 18 gennaio 2013   | 3     | 5:00  | Kansas City, Stati Uniti     |                                |
| Vittoria  | 9-2    | Thiago Veiga      | Decisione (unanime)                      | KOTC: Sudden Strike                                   | 4 agosto 2012     | 3     | 5:00  | Walker, Stati Uniti          |                                |
| Sconfitta | 8-2    | Josh Robinson     | Decisione (non unanime)                  | NAFC: Colosseum                                       | 4 maggio 2012     | 3     | 5:00  | Milwaukee, Stati Uniti       | Incontro catchweight (130 lbs) |
| Vittoria  | 8-1    | Josh Rave         | KO tecnico (stop medico)                 | TPF 11: Redemption                                    | 2 dicembre 2011   | 3     | 4:38  | Lemoore, Stati Uniti         |                                |
| Sconfitta | 7-1    | Ian McCall        | Decisione (unanime)                      | TPF 9                                                 | 6 maggio 2011     | 3     | 5:00  | Lemoore, Stati Uniti         |                                |
| Vittoria  | 7-0    | Matt Horning      | KO tecnico (pugni)                       | Strikeforce Challengers: Woodley vs. Saffiedine       | 7 gennaio 2011    | 3     | 2:10  | Nashville, Stati Uniti       |                                |
| Vittoria  | 6-0    | Cory Alexander    | KO tecnico (pugni)                       | GFC: Gameness Fight Championship 8                    | 9 ottobre 2010    | 3     | 4:46  | Nashville, Stati Uniti       | Vince il titolo pesi mosca GFC |
| Vittoria  | 5-0    | Andrew Higgins    | KO tecnico (pugni)                       | GFC: Gameness Fight Series                            | 15 luglio 2010    | 2     | 3:52  | Nashville, Stati Uniti       |                                |
| Vittoria  | 4-0    | Forrest Beard     | Sottomissione (rear-naked choke)         | GFC: Gameness Fight Championship 7                    | 19 giugno 2010    | 1     | 1:28  | Nashville, Stati Uniti       |                                |
| Vittoria  | 3-0    | Lucas Thomas      | Sottomissione (pugni)                    | GFC: Gameness Fight Series                            | 20 maggio 2010    | 1     | 1:15  | Goodlettsville, Stati Uniti  |                                |
| Vittoria  | 3-0    | Justin Pennington | Sottomissione (rear-naked choke)         | Strikeforce: Nashville                                | 17 aprile 2010    | 1     | 4:27  | Nashville, Stati Uniti       |                                |
| Vittoria  | 3-0    | Lucas Thomas      | Sottomissione (triangolo di braccio)     | GFC: Gameness Fighting Championship 6                 | 20 febbraio 2010  | 1     | 1:00  | Nashville, Stati Uniti       |                                |